# Roy Edward Campbell
Roy Edward Campbell Jr. (ur. 19 listopada 1947 w Pomonkey, Maryland) – amerykański duchowny rzymskokatolicki, biskup pomocniczy waszyngtoński od 2017.

## Życiorys
Po ukończeniu studiów w Waszyngtonie oraz w Arlington przez wiele lat pracował w sektorze bankowym w Waszyngtonie i w Baltimore. W 2003 wstąpił do waszyngtońskiego seminarium duchownego.
Święcenia kapłańskie otrzymał w dniu 26 maja 2007 z rąk arcybiskupa metropolity waszyngtońskiego Donalda Wuerla. Pracował w parafiach na terenie Waszyngtonu oraz w Largo. 
8 marca 2017 papież Franciszek prekonizował go biskupem pomocniczym waszyngtońskim ze stolicą tytularną Ucres. Święcenia biskupie otrzymał 21 kwietnia 2017 w katedrze św. Mateusza Apostoła w Waszyngtonie. Głównym konsekratorem był kardynał Donald Wuerl, arcybiskup metropolita waszyngtoński, a współkonsekratorami Martin Holley, biskup diecezjalny Memphis, i Barry Knestout, biskup pomocniczy waszyngtoński. Jako zawołanie biskupie przyjął słowa „Do whatever He tells you” (Zróbcie cokolwiek wam powie), zaczerpnięte z Ewangelii według świętego Jana 2,5.